# Мурованоошмянковский сельсовет
Мурованоошмянковский сельсовет (бел. Мураванаашмянкоўскі сельсавет) — административная единица на территории Ошмянского района Гродненской области Белоруссии.

## Состав
Мурованоошмянковский сельсовет включает 29 населённых пунктов:
- Александровка — деревня.
- Анцули — деревня.
- Бена — хутор.
- Васевцы — деревня.
- Володьковщина — деревня.
- Ворни — деревня.
- Гавриланцы — хутор.
- Гальгинишки — деревня.
- Гервишки — деревня.
- Григи Горовые — деревня.
- Григи Доловые — деревня.
- Давкшишки — деревня.
- Карвелишки — деревня.
- Климанцы — деревня.
- Кулеши — деревня.
- Лысая Гора — деревня.
- Марачанка — деревня.
- Маси — деревня.
- Мурованая Ошмянка — агрогородок.
- Насканцы — деревня.
- Побень — деревня.
- Погулянка — деревня.
- Рудишки — деревня.
- Сайлюки — деревня.
- Слотишки — деревня.
- Стрелы — деревня.
- Тимуты — деревня.
- Швабы — деревня.
- Шлопаковщина — хутор.

Упразднённые населённые пункты на территории сельсовета:
- Померечь — хутор.